# 존 매켄로
존 패트릭 매켄로 주니어(John Patrick McEnroe Jr., 1959년 2월 16일 ~ )는 전 ATP 세계 랭킹 1위의 미국 프로 테니스 선수이다. 매켄로는 7개의 그랜드 슬램 단식 타이틀(윔블던 3회, US 오픈 4회)과 9개의 그랜드 슬램 남자 복식 타이틀, 그리고 1개의 그랜드 슬램 혼합 복식 타이틀을 획득했다. 그는 왼손잡이의 특성을 살린 서브와 발리를 주특기로 하였다. 상대방이 보낸 볼의 속도를 역이용하는 방식으로 라이징볼을 반박자 빠르게 받아 넘겨, 코스만 바꾸어 보낸는 특유의 부드러운 타법과 동물적 감각의 발리를 구사하여 다른선수와 구분되는 톡특한 플레이 세계를 구축하며 많은 인기와 테니스천재라는 평판을 받았다.비외른 보리, 지미 코너스, 이반 렌들과 함께 라이벌 구도를 구축하며 한시대를 풍미한 최고의 테니스 스타이다. 반면 코트에서 판정에 대해 매우 거칠게 항의하는 비신사적인 행동로도 유명해서 심판 및 관계 협회와 자주 충돌을 빚었으며 이 때문에 '코트의 악동(Superbrat)'이라는 별명을 얻기도 하는등 호불호가 극명하게 갈리는 선수이기도 했다. 그의 비신사적 행동과 관련해서는 1981년 윔블던에서 심판을 향해 손가락질 하며 "농담 좀 그만 하시지(You can not be serious)!"라고 고함을 쳤던 사건이 유명하다. 1999년 테니스 명예의 전당에 헌액되었다. 또한 미국 유명 영화배우인 테이텀 오닐과 결혼하였으나 중간에 이혼하였다. 현재도 테니스해설자로 왕성한 활동을 하고 있다.
은퇴 후 12년간 프로 투어를 중단했던 그는 2006년 탑레벨의 복식 대회에 다시 출전하기 시작, 캘리포니아 산 호세에서 열린 대회에서 우승하면서 지난 30년간 탑레벨 복식 대회에서 우승한 최고령 남자 선수가 되었다.

### 그랜드 슬램 결승 (24)

#### 단식 (11)

##### 우승 (7)
| 연도 | 대회명        | 결승 상대        | 결승 스코어              |
| 1979 | US 오픈       | Vitas Gerulaitis | 7–5, 6–3, 6–3            |
| 1980 | US 오픈 (2nd) | 비외른 보리      | 7–6, 6–1, 6–7, 5–7, 6–4  |
| 1981 | 윔블던        | 비외른 보리      | 4–6, 7–6(1), 7–6(4), 6–4 |
| 1981 | US 오픈 (3rd) | 비외른 보리      | 4–6, 6–2, 6–4, 6–3       |
| 1983 | 윔블던 (2nd)  | Chris Lewis      | 6–2, 6–2, 6–2            |
| 1984 | 윔블던 (3rd)  | 지미 코너스      | 6–1, 6–1, 6–2            |
| 1984 | US 오픈 (4th) | 이반 렌들        | 6–3, 6–4, 6–1            |

##### 준우승 (4)
| 연도 | 대회명          | 결승 상대   | 결승 스코어                 |
| 1980 | 윔블던          | 비외른 보리 | 1–6, 7–5, 6–3, 6–7(16), 8–6 |
| 1982 | Wimbledon (2nd) | 지미 코너스 | 3–6, 6–3, 6–7, 7–6, 6–4     |
| 1984 | 프랑스 오픈     | 이반 렌들   | 3–6, 2–6, 6–4, 7–5, 7–5     |
| 1985 | US 오픈         | 이반 렌들   | 7–6, 6–3, 6–4               |

#### 남자 복식 (12)

##### 우승 (9)
| 연도 | 대회명        | 파트너        | 결승 상대                      | 결승 스코어               |
| 1979 | 윔블던        | 피터 플레밍   | 브라이언 곳프리드 Raul Ramírez | 4–6, 6–4, 6–2, 6–2        |
| 1979 | US 오픈       | 피터 플레밍   | Robert Lutz 스탠 스미스        | 6–2, 6–4                  |
| 1981 | 윔블던 (2nd)  | 피터 플레밍   | Robert Lutz 스탠 스미스        | 6–4, 6–4, 6–4             |
| 1981 | US 오픈 (2nd) | 피터 플레밍   | Heinz Günthardt 피터 맥나마라  | walkover                  |
| 1983 | 윔블던 (3rd)  | 피터 플레밍   | 팀 걸릭슨 톰 걸릭슨            | 6–4, 6–3, 6–4             |
| 1983 | US 오픈 (3rd) | 피터 플레밍   | Fritz Buehning Van Winitsky    | 6–3, 6–4, 6–2             |
| 1984 | 윔블던 (4th)  | 피터 플레밍   | 팻 캐시 Paul McNamee           | 6–2, 5–7, 6–2, 3–6, 6–3   |
| 1989 | US 오픈 (4th) | 마크 우드포드 | Ken Flach 로버트 세구소        | 6–4, 4–6, 6–3, 6–3        |
| 1992 | 윔블던 (5th)  | 미카엘 슈티히 | 짐 그래브 Richey Reneberg      | 5–7, 7–6, 3–6, 7–6, 19-17 |

##### 준우승 (3)
| 연도 | 대회명          | 파트너      | 결승 상대                  | 결승 스코어             |
| 1978 | 윔블던          | 피터 플레밍 | 밥 휴잇 프루 맥밀런        | 6–1, 6–4, 6–2           |
| 1980 | US 오픈         | 피터 플레밍 | Robert Lutz 스탠 스미스    | 7–6, 3–6, 6–1, 3–6, 6–3 |
| 1982 | Wimbledon (2nd) | 피터 플레밍 | 피터 맥나마라 Paul McNamee | 6–3, 6–2                |

#### 혼합 복식 (1)

##### 우승 (1)
| 연도 | 대회명      | 파트너       | 결승 상대                  | 결승 스코어 |
| 1977 | 프랑스 오픈 | Mary Carillo | Florenta Mihai Iván Molina | 7–6, 6–3    |

### 그랜드 슬램 단식 연대표
| Tournament  | 1977 | 1978 | 1979 | 1980 | 1981 | 1982 | 1983 | 1984 | 1985 | 1986 | 1987 | 1988 | 1989 | 1990 | 1991 | 1992 | Career SR | Career Win-Loss |
| ----------- | ---- | ---- | ---- | ---- | ---- | ---- | ---- | ---- | ---- | ---- | ---- | ---- | ---- | ---- | ---- | ---- | --------- | --------------- |
| 호주 오픈   | A    | A    | A    | A    | A    | A    | SF   | A    | QF   | NH   | A    | A    | QF   | 4R   | A    | QF   | 0 / 5     | 18-5            |
| 프랑스 오픈 | 2R   | A    | A    | 3R   | QF   | A    | QF   | F    | SF   | A    | 1R   | 4R   | A    | A    | 1R   | 1R   | 0 / 10    | 25-10           |
| 윔블던      | SF   | 1R   | 4R   | F    | W    | F    | W    | W    | QF   | A    | A    | 2R   | SF   | 1R   | 4R   | SF   | 3 / 14    | 58-11           |
| US 오픈     | 4R   | SF   | W    | W    | W    | SF   | 4R   | W    | F    | 1R   | QF   | 2R   | 2R   | SF   | 3R   | 4R   | 4 / 16    | 66-12           |
| 연말 랭킹   | 21   | 4    | 3    | 2    | 1    | 1    | 1    | 1    | 2    | 14   | 10   | 11   | 4    | 13   | 28   | 20   | N/A       | N/A             |
| 연간 승패   | 9–3  | 5–2  | 9–1  | 15-2 | 18-1 | 11-2 | 18-3 | 20-1 | 18-4 | 0–1  | 4–2  | 5–3  | 10-3 | 8–3  | 5–3  | 12-4 | N/A       | 167-38          |

W = 우승
F = 준우승
SF = 4강
QF = 8강
1R/2R/3R = 1회전/2회전/3회전
NH = 대회 미개최
A = 대회 불참
SR = 우승비율(우승 회수/참가 대회 수)

### 그랜드 슬램 복식 연대표
| Tournament  | 1974 | 1975 | 1976 | 1977 | 1978 | 1979 | 1980 | 1981 | 1982 | 1983 | 1984 | 1985 | 1986 | 1987 | 1988 | 1989 | 1990 | 1991 | 1992 |
| ----------- | ---- | ---- | ---- | ---- | ---- | ---- | ---- | ---- | ---- | ---- | ---- | ---- | ---- | ---- | ---- | ---- | ---- | ---- | ---- |
| 호주 오픈   | A    | A    | A    | A    | A    | A    | A    | A    | A    | 2R   | A    | A    | NH   | A    | A    | SF   | A    | A    | A    |
| 프랑스 오픈 | A    | A    | A    | 2R   | A    | A    | A    | A    | A    | A    | A    | A    | A    | A    | A    | A    | A    | A    | QF   |
| 윔블던      | A    | A    | A    | A    | F    | W    | SF   | W    | F    | W    | W    | SF   | A    | A    | A    | 3R   | A    | 2R   | W    |
| US 오픈     | 1R   | 2R   | 1R   | 2R   | QF   | W    | F    | W    | QF   | W    | SF   | A    | A    | A    | A    | W    | 1R   | 3R   | SF   |

W = 우승

F = 준우승

SF = 4강

QF = 8강

1R/2R/3R = 1회전/2회전/3회전 

A = 대회 불참 

NH = 대회 미개최

### 통산 결승 결과

#### 단식

##### 우승 (77)
| No. | 연도 | 대회명                               | 코트재질 | 결승 상대         | 결승 스코어             |
| 1.  | 1978 | Hartford, 미국                       | 카펫     | 요한 크리크       | 6–2, 6–4                |
| 2.  | 1978 | San Francisco (1)                    | 카펫     | Dick Stockton     | 2–6, 7–6, 6–2           |
| 3.  | 1978 | Stockholm (1)                        | 하드 (I) | 팀 걸릭슨         | 6–2, 6–2                |
| 4.  | 1978 | Wembley, 영국 (1)                    | 카펫     | 팀 걸릭슨         | 6–7, 6–4, 7–6, 6–2      |
| 5.  | 1978 | 마스터스 컵, 뉴욕 (1)                | 카펫     | Arthur Ashe       | 6–7, 6–3, 7–5           |
| 6.  | 1979 | New Orleans, 미국                    | 카펫     | Roscoe Tanner     | 6–4, 6–2                |
| 7.  | 1979 | Milan, 이탈리아 (1)                  | 카펫     | John Alexander    | 6–4, 6–3                |
| 8.  | 1979 | 산 호세, 미국                        | 카펫     | 피터 플레밍       | 7–6, 7–6                |
| 9.  | 1979 | Dallas WCT, 미국 (1)                 | 카펫     | 비외른 보리       | 7–5, 4–6, 6–2, 7–6      |
| 10. | 1979 | London/Queen's Club (1)              | Grass    | Victor Pecci Sr.  | 6–7, 6–1, 6–1           |
| 11. | 1979 | South Orange, 미국                   | 클레이   | John Lloyd        | 6–7, 6–4, 6–0           |
| 12. | 1979 | US 오픈, New York City (1)           | 하드     | Vitas Gerulaitis  | 7–5, 6–3, 6–3           |
| 13. | 1979 | San Francisco (2)                    | 카펫     | 피터 플레밍       | 4–6, 7–5, 6–2           |
| 14. | 1979 | Stockholm (2)                        | 하드     | 진 메이어         | 6–7, 6–3, 6–3           |
| 15. | 1979 | Wembley, 영국 (2)                    | 카펫     | Harold Solomon    | 6–3, 6–4, 7–5           |
| 16. | 1980 | Richmond WCT, 미국 (1)               | 카펫     | Roscoe Tanner     | 6–1, 6–2                |
| 17. | 1980 | Memphis, 미국                        | 카펫     | 지미 코너스       | 7–6, 7–6                |
| 18. | 1980 | Milan, 이탈리아 (2)                  | 카펫     | Vijay Amritraj    | 6–1, 6–4                |
| 19. | 1980 | London/Queen's Club (2)              | Grass    | 킴 워릭           | 6–3, 6–1                |
| 20. | 1980 | US 오픈, 뉴욕 (2)                    | 하드     | 비외른 보리       | 7–6, 6–1, 6–7, 5–7, 6–4 |
| 21. | 1980 | Brisbane, 호주                       | Grass    | 필 덴트           | 6–3, 6–4                |
| 22. | 1980 | Sydney Indoor (1)                    | 하드 (I) | Vitas Gerulaitis  | 6–3, 6–4                |
| 23. | 1980 | Wembley, 영국 (3)                    | 카펫     | 진 메이어         | 6–4, 6–3, 6–3           |
| 24. | 1980 | Montreal, 캐나다 - WCT Challenge Cup | 카펫     | Vijay Amritraj    | 6–1, 6–2, 6–1           |
| 25. | 1981 | Boca Raton, 미국 - Pepsi Grand Slam  | 클레이   | 기예르모 빌라스   | 6–7, 6–4, 6–0           |
| 26. | 1981 | Milan, 이탈리아 (3)                  | 카펫     | 비외른 보리       | 7–6, 6–4                |
| 27. | 1981 | Frankfurt                            | 카펫     | 토마시 슈미트     | 6–2, 6–3                |
| 28. | 1981 | Los Angeles (1)                      | 하드     | 샌디 메이어       | 6–7, 6–3, 6–3           |
| 29. | 1981 | Dallas - WCT Finals, 미국 (1)        | 카펫     | 요한 크리크       | 6–1, 6–2, 6–4           |
| 30. | 1981 | London/Queen's Club (3)              | Grass    | 브라이언 곳프리드 | 7–6, 7–5                |
| 31. | 1981 | 윔블던, 런던 (1)                     | Grass    | 비외른 보리       | 4–6, 7–6, 7–6, 6–4      |
| 32. | 1981 | Cincinnati, 미국                     | 하드     | Chris Lewis       | 6–3, 6–4                |
| 33. | 1981 | US 오픈, 뉴욕 (3)                    | 하드     | 비외른 보리       | 4–6, 6–2, 6–4, 6–3      |
| 34. | 1981 | Sydney Indoor (2)                    | 하드 (I) | Roscoe Tanner     | 6–4, 7–5, 6–2           |
| 35. | 1982 | Philadelphia, 미국 (1)               | 카펫     | 지미 코너스       | 6–3, 6–3, 6–1           |
| 36. | 1982 | San Francisco (3)                    | 카펫     | 지미 코너스       | 6–1, 6–3                |
| 37. | 1982 | Sydney Indoor (3)                    | 하드 (I) | 진 메이어         | 6–4, 6–1, 6–4           |
| 38. | 1982 | Tokyo Indoor                         | 카펫     | 피터 맥나마라     | 7–6, 7–5                |
| 39. | 1982 | Wembley, 영국 (4)                    | 카펫     | 브라이언 곳프리드 | 6–3, 6–2, 6–4           |
| 40. | 1983 | Philadelphia, 미국 (2)               | 카펫     | 이반 렌들         | 4–6, 7–6, 6–4, 6–3      |
| 41. | 1983 | Dallas - WCT Finals, 미국 (2)        | 카펫     | 이반 렌들         | 6–2, 4–6, 6–3, 6–7, 7–6 |
| 42. | 1983 | Forest Hills WCT, 미국 (1)           | 클레이   | Vitas Gerulaitis  | 6–3, 7–5                |
| 43. | 1983 | 윔블던, 런던 (2)                     | 잔디     | Chris Lewis       | 6–2, 6–2, 6–2           |
| 44. | 1983 | Sydney Indoor (4)                    | 하드 (I) | 앙리 르콩트       | 6–1, 6–4, 7–5           |
| 45. | 1983 | Wembley, 영국 (5)                    | 카펫     | 지미 코너스       | 7–5, 6–1, 6–4           |
| 46. | 1983 | 마스터스 컵, 뉴욕 (2)                | 카펫     | 이반 렌들         | 6–3, 6–4, 6–4           |
| 47. | 1984 | Philadelphia, 미국 (3)               | 카펫     | 이반 렌들         | 6–3, 3–6, 6–3, 7–6      |
| 48. | 1984 | Richmond WCT, 미국 (2)               | 카펫     | 스티브 덴턴       | 6–3, 7–6                |
| 49. | 1984 | Madrid                               | 카펫     | 토마시 슈미트     | 6–0, 6–4                |
| 50. | 1984 | Brussels                             | 카펫     | 이반 렌들         | 6–1, 6–3                |
| 51. | 1984 | Dallas - WCT Finals, 미국 (3)        | 카펫     | 지미 코너스       | 6–1, 6–2, 6–3           |
| 52. | 1984 | Forest Hills WCT, 미국 (2)           | 클레이   | 이반 렌들         | 6–4, 6–2                |
| 53. | 1984 | London/Queen's Club (4)              | 잔디     | Leif Shiras       | 6–1, 3–6, 6–2           |
| 54. | 1984 | 윔블던, 런던 (3)                     | 잔디     | 지미 코너스       | 6–1, 6–1, 6–2           |
| 55. | 1984 | Toronto (1)                          | 하드     | Vitas Gerulaitis  | 6–0, 6–3                |
| 56. | 1984 | US 오픈, 뉴욕 (4)                    | 하드     | 이반 렌들         | 6–3, 6–4, 6–1           |
| 57. | 1984 | San Francisco (4)                    | 카펫     | Brad Gilbert      | 6–4, 6–4                |
| 58. | 1984 | Stockholm (3)                        | 하드 (I) | 매츠 빌랜더       | 6–2, 3–6, 6–2           |
| 59. | 1984 | Masters, New York City (3)           | 카펫     | 이반 렌들         | 7–5, 6–0, 6–4           |
| 60. | 1985 | Philadelphia, 미국 (4)               | 카펫     | Miloslav Mečíř    | 6–3, 7–6, 6–1           |
| 61. | 1985 | Houston, 미국                        | 카펫     | 케빈 커런         | 7–5, 6–1, 7–6           |
| 62. | 1985 | Milan, 이탈리아 (4)                  | 카펫     | 안데르스 야뤼드   | 6–4, 6–1                |
| 63. | 1985 | Chicago (1)                          | 카펫     | 지미 코너스       | W/O                     |
| 64. | 1985 | Atlanta, 미국 (1)                    | 카펫     | Paul Annacone     | 7–6, 7–6, 6–2           |
| 65. | 1985 | Stratton Mountain, 미국              | 하드     | 이반 렌들         | 7–6, 6–2                |
| 66. | 1985 | Montreal (2)                         | 하드     | 이반 렌들         | 7–5, 6–3                |
| 67. | 1985 | Stockholm (4)                        | 하드 (i) | 안데르스 야뤼드   | 6–1, 6–2                |
| 68. | 1986 | Los Angeles (2)                      | 하드     | 스테판 에드베리   | 6–2, 6–3                |
| 69. | 1986 | San Francisco (5)                    | 카펫     | 지미 코너스       | 7–6, 6–3                |
| 70. | 1986 | Scottsdale, 미국 (2)                 | 하드     | 케빈 커런         | 6–3, 3–6, 6–2           |
| 71. | 1988 | Tokyo Outdoor                        | 하드     | 스테판 에드베리   | 6–2, 6–2                |
| 72. | 1988 | Detroit, 미국                        | 카펫     | 아론 크릭스타인   | 7–5, 6–2                |
| 73. | 1989 | Lyon, 프랑스                         | 카펫     | Jakob Hlasek      | 6–3, 7–6                |
| 74. | 1989 | Dallas WCT, 미국 (2)                 | 카펫     | Brad Gilbert      | 6–3, 6–3, 7–6           |
| 75. | 1989 | Indianapolis, 미국                   | 하드     | Jay Berger        | 6–4, 4–6, 6–4           |
| 76. | 1990 | Basel, Switzerland                   | 하드 (I) | Goran Ivanišević  | 6–7, 4–6, 7–6, 6–3, 6–4 |
| 77. | 1991 | Chicago (2)                          | 카펫     | 패트릭 매켄로     | 3–6, 6–2, 6–4           |

##### 준우승 (32)
- * - ATP 웹사이트상의 목록에는 기재되어 있지 않음

| No. | 연도 | 대회명                    | 코트재질 | 결승 상대        | 결승 스코어                             |
| 1.  | 1978 | London/Queen's Club       | Grass    | 토니 로체        | 8–6, 9–7                                |
| 2.  | 1978 | Basel, 스위스             | 하드 (i) | 기예르모 빌라스  | 6–3, 5–7, 7–5, 6–4                      |
| 3.  | 1979 | Rotterdam                 | 카펫     | 비외른 보리      | 6–4, 6–2                                |
| 4.  | 1979 | Toronto                   | 하드     | 비외른 보리      | 6–3, 6–3                                |
| 5.  | 1979 | Los Angeles, 미국         | 카펫     | 피터 플레밍      | 6–4, 6–4                                |
| 6.  | 1980 | Philadelphia, 미국        | 카펫     | 지미 코너스      | 6–3, 2–6, 6–3, 3–6, 6–4                 |
| 7.  | 1980 | Dallas WCT, 미국          | 카펫     | 지미 코너스      | 2–6, 7–6, 6–1, 6–2                      |
| 8.  | 1980 | Forest Hills WCT, 미국    | 클레이   | Vitas Gerulaitis | 2–6, 6–2, 6–0                           |
| 9.  | 1980 | 윔블던, 런던              | Grass    | 비외른 보리      | 1–6, 7–5, 6–3, 6–7, 8–6                 |
| 10. | 1980 | South Orange, 미국        | 클레이   | José Luis Clerc  | 6–3, 6–2                                |
| 11. | 1980 | Stockholm                 | 카펫     | 비외른 보리      | 6–3, 6–4                                |
| 12. | 1981 | Wembley, 영국             | 카펫     | 지미 코너스      | 3–6, 2–6, 6–3, 6–4, 6–2                 |
| 13. | 1982 | Memphis, 미국             | 카펫     | 요한 크리크      | 6–3, 3–6 6–4                            |
| 14. | 1982 | Dallas WCT, 미국          | 카펫     | 이반 렌들        | 6–2, 3–6, 6–3, 6–3                      |
| 15. | 1982 | London/Queen's Club       | Grass    | 지미 코너스      | 7–5, 6–3                                |
| 16. | 1982 | 윔블던, 런던              | Grass    | 지미 코너스      | 3–6, 6–3, 6–7, 7–6, 6–4                 |
| 17. | 1982 | 마스터스 컵, 뉴욕         | 카펫     | 이반 렌들        | 6–4, 6–4, 6–2                           |
| 18. | 1983 | London/Queen's Club       | Grass    | 지미 코너스      | 6–3, 6–3                                |
| 19. | 1983 | Cincinnati, 미국          | 하드     | 매츠 빌랜더      | 6–4, 6–4                                |
| 20. | 1983 | San Francisco             | 카펫     | 이반 렌들        | 3–6, 7–6, 6–4                           |
| 21. | 1984 | 프랑스 오픈, 파리         | 클레이   | 이반 렌들        | 3–6, 2–6, 6–4, 7–5, 7–5                 |
| 22. | 1985 | Forest Hills, 미국        | 클레이   | 이반 렌들        | 6–3, 6–3                                |
| 23. | 1985 | US 오픈, 뉴욕             | 하드     | 이반 렌들        | 7–6, 6–3, 6–4                           |
| 24. | 1987 | Philadelphia, 미국        | 카펫     | 팀 마요트        | 3–6, 6–1, 6–3, 6–1                      |
| 25. | 1987 | Rotterdam                 | 카펫     | 스테판 에드베리  | 3–6, 6–3, 6–1                           |
| 26. | 1987 | Brussels                  | 카펫     | 매츠 빌랜더      | 6–3, 6–4                                |
| 27. | 1987 | Dallas - WCT Finals, 미국 | 카펫     | Miloslav Mečíř   | 6–0, 3–6, 6–2, 6–2                      |
| 28. | 1987 | *Stratton Mountain, 미국  | 하드     | 이반 렌들        | 6–7, 4–1 div'd - match cancelled (rain) |
| 29. | 1988 | Indianapolis, 미국        | 하드     | 보리스 베커      | 6–4, 6–2                                |
| 30. | 1989 | Montreal                  | 하드     | 이반 렌들        | 6–1, 6–3                                |
| 31. | 1989 | Toulouse, 프랑스          | 하드 (i) | 지미 코너스      | 6–3, 6–3                                |
| 32. | 1991 | Basel, Switzerland        | 하드 (i) | Jakob Hlasek     | 7–6, 6–0, 6–3                           |

##### 기타 단식 타이틀 - 드로 8명 이상 대회 (12)
| 연도 | 기간             | 대회명                                     | 코트 종류 | 상금       | 결승 상대        | 결승 결과           |  |
| 1980 | 5월 14-18일      | Kobe - Gunze Invitational                  | 카펫      |            | Victor Amaya     | 6–2 6–3             |  |
| 1981 | 1월 7-12일       | Rosemont - Challenge of Champions          | 카펫      | $310,000   | 지미 코너스      | 6–2 6–4 6–1         |  |
| 1981 | 8월 3–9일        | Fréjus - Round Robin Invitational          | 하드      |            | Thierry Tulasne  | 6–2 6–3 2–6 6–4     |  |
| 1982 | 5월 31일-6월 5일 | Manchester, 영국 - GMC Mobens Kitchens     | Grass     |            | 러셀 심프슨      | 6–3 6–7 10-8        |  |
| 1983 | 11월 15-20일     | Antwerp - European Champions' Championship | 카펫      | $750,000   | 진 메이어        | 6–4 6–3 6–4         |  |
| 1985 | 1월 1–6일        | Las Vegas - AT&T Challenge of Champions    | 카펫      | $1,000,000 | 기예르모 빌라스  | 7–5 6–0             |  |
| 1986 | 11월 5-10일      | Antwerp - European Community Championship  | 카펫      | $940,000   | Miloslav Mecir   | 6–3 1–6 7–6 5–7 6–2 |  |
| 1987 | 10월 6-11일      | Atlanta - AT&T Challenge of Champions      | 카펫      | $500,000   | Paul Annacone    | 6–4 7–5             |  |
| 1988 | 11월 1–6일       | Antwerp - European Community Championship  | 카펫      | $940,000   | Andrei Chesnokov | 6–1 7–5 6–2         |  |
| 1989 | 6월 5-11일       | Beckenham Kent Grass Court                 | Grass     |            | 브로더릭 다이크  | 6–4 7–6             |  |
| 1989 | 6월 12-18일      | 에든버러 Scottish Grass Court              | Grass     |            | 지미 코너스      | 7–6 7–6             |  |
| 1990 | 9월 13-16일      | 팰로앨토 California Tennis Challenge       | 하드      |            | Paul Annacone    | 3-6 6-4 6-2         |  |

##### 기타 단식 타이틀 - 드로 8명 이상 대회 (10)
아래는 ATP 웹사이트에 포함되지 않은 매켄로의 타이틀 기록이다. ATP 웹사이트에는 1968년 이후 열린 대회의 일부가 누락되어 있다.
| 연도 | 기간       | 대회명                              | 코트 종류 | 상금 | 결승 상대       | 결승 결과   |  |
| ---- | ---------- | ----------------------------------- | --------- | ---- | --------------- | ----------- |  |
| 1979 | 7월 22-27  | Fréjus - Round Robin Invitational   | 하드      |      | 지미 코너스     | 6–4 6–3     |  |
| 1979 | 10월 11-14 | 퍼스 - Super Challenge Tennis       | 카펫      |      | 기예르모 빌라스 | 6–2 6-4     |  |
| 1980 | 4월 7-8    | 브뤼셀 - Belgium Invitational       | 카펫      |      | 지미 코너스     | 6-1 7-5     |  |
| 1981 | 4월 7-8    | 로마 - Italia Invitational          | 카펫      |      | 이반 렌들       | 7-6 6-4     |  |
| 1982 | 11월 1-3   | 퍼스 - Swan Lager Super Challenge   | 카펫      |      | 비외른 보리     | 6-1 6-4     |  |
| 1984 | 2월 15-18  | 시드니 - Akai Gold Challenge Tennis | 카펫      |      | 기예르모 빌라스 | 6-3 6-3 6-3 |  |
| 1984 | 3월 5-6    | 오사카 - Japan Invitational Tennis  | 카펫      |      | 야니크 노아     | 7-6 0-6 6-3 |  |
| 1985 | 4월 15-16  | Inglewood - Tennis Challenge Series | 카펫      |      | 이반 렌들       | 6-4 7-6     |  |
| 1988 | 12월 9-11  | Inglewood - Michelin Challenge      | 카펫      |      | 이반 렌들       | 7-5 6-2     |  |
| 1990 | 1월 11-14  | Adelaide - Rio Challenge Tennis     | 하드      |      | 스테판 에드베리 | 4-6 76 6-4  |  |

##### 본 기록과 관련된 근거 자료
- 미셸 쉬테르(Michel Sutter), 역대 우승자 1946-2003(Vainqueurs Winners 1946-2003), 파리, 2003. 쉬테르는 그의 자체적 기준에 부합하는 1946년부터 1991년 가을까지의 모든 대회의 기록을 종합하였다. 각 대회별로 개최 도시, 결승전 일시, 우승자, 준우승자 및 결승전 스코어를 기록하였다. 대회의 포함 기준은 다음과 같았다. (1) 최소 8명 이상의 드로를 가진 대회여야 한다.(1970년대 후반의 펩시 그랜드 슬램 대회 등은 예외) (2) 대회의 레벨은 적어도 오늘날의 챌린저 대회 수준 이상이어야 한다. 비록 오픈 시대 이전의 일부 대회가 누락되기는 하였으나, 쉬테르의 책은 제2차 세계대전 이래 프로 테니스 대회와 관련된 정보의 가장 뛰어난 집대성이라 할만 하다. 이후 쉬테르는 선수 및 선수의 우승 대회, 우승 연도만을 모아 3002년 4월 27일에 2판을 냈다.

- 존 베럿(John Barrett) 엮음, 세계 테니스 연보(World of Tennis Yearbooks), 런던, 1976년부터 1993년까지.

#### 복식 (92)

##### 우승 (71)
| No. | 연도 | 대회명                             | 코트 종류 | 파트너            | 결승 상대                                      | 결승 스코어               |
| 1.  | 1978 | South Orange, New Jersey, 미국 (1) | 클레이    | 피터 플레밍       | 이온 치리아크 기예르모 빌라스                  | 6–3, 6–3                  |
| 2.  | 1978 | Hartford, 미국                     | 카펫      | 빌 메이즈         | 마크 에드먼드슨 Van Winitsky                   | 6–3, 3–6, 7–5             |
| 3.  | 1978 | San Francisco, 미국 (1)            | 카펫      | 피터 플레밍       | Robert Lutz 스탠 스미스                        | 5–7, 6–4, 6–4             |
| 4.  | 1978 | Basel, Switzerland                 | 하드 (i)  | 보이치에흐 피바크 | 브루스 맨슨 틀:나라자료 Rhodesia 앤드루 패티슨 | 7–6, 7–5                  |
| 5.  | 1978 | Cologne, Germany                   | 하드 (i)  | 피터 플레밍       | 밥 휴잇 프루 맥밀런                            | 6–3, 6–2                  |
| 6.  | 1978 | Bologna, 이탈리아 (1)              | 카펫      | 피터 플레밍       | Jean-Louis Haillet 안토니오 추가렐리           | 6–1, 6–4                  |
| 7.  | 1979 | World Doubles WCT, 런던 (1)        | 카펫      | 피터 플레밍       | 일리에 나스타시 셔우드 스튜어트                | 3–6, 6–2, 6–3, 6–1        |
| 8.  | 1979 | Richmond WCT, 미국 (1)             | 카펫      | 브라이언 곳프리드 | 이온 치리아크 기예르모 빌라스                  | 6–4, 6–3                  |
| 9.  | 1979 | New Orleans, 미국                  | 카펫      | 피터 플레밍       | Robert Lutz 스탠 스미스                        | 6–1, 6–3                  |
| 10. | 1979 | Milan, 이탈리아 (1)                | 카펫      | 피터 플레밍       | José Luis Clerc 토마시 슈미트                  | 6–1, 6–3                  |
| 11. | 1979 | Rotterdam, 네덜란드                | 카펫      | 피터 플레밍       | Heinz Günthardt 버나드 미튼                    | 6–4, 6–4                  |
| 12. | 1979 | San Jose, 미국                     | 카펫      | 피터 플레밍       | 행크 피스터 브래드 로                          | 6–3, 6–4                  |
| 13. | 1979 | 윔블던, 런던 (1)                   | Grass     | 피터 플레밍       | 브라이언 곳프리드 라울 라미레스                | 4–6, 6–4, 6–2, 6–2        |
| 14. | 1979 | Forest Hills WCT, 미국 (1)         | 클레이    | 피터 플레밍       | 진 메이어 샌디 메이어                          | 6–7, 7–6, 6–3             |
| 15. | 1979 | South Orange, New Jersey, 미국 (2) | 클레이    | 피터 플레밍       | Fritz Buehning 브루스 니컬스                   | 6–1, 6–3                  |
| 16. | 1979 | Indianapolis, 미국                 | 클레이    | 진 메이어         | 얀 코데시 토마시 슈미트                        | 6–4, 7–6                  |
| 17. | 1979 | Toronto, 캐나다 (1)                | 하드      | 피터 플레밍       | Heinz Günthardt 밥 휴잇                        | 6–7, 7–6, 6–1             |
| 18. | 1979 | US 오픈, New York City (1)         | 하드      | 피터 플레밍       | Robert Lutz 스탠 스미스                        | 6–2, 6–4                  |
| 19. | 1979 | San Francisco, 미국 (2)            | 카펫      | 피터 플레밍       | 보이치에흐 피바크 프루 맥밀런                  | 6–1, 6–4                  |
| 20. | 1979 | Stockholm, 스웨덴                  | 하드 (i)  | 피터 플레밍       | 보이치에흐 피바크 톰 오커르                    | 6–4, 6–4                  |
| 21. | 1979 | Wembley, 영국 (1)                  | 카펫      | 피터 플레밍       | 토마시 슈미트 스탠 스미스                      | 6–2, 6–3                  |
| 22. | 1979 | Bologna, 이탈리아 (2)              | 카펫      | 피터 플레밍       | Fritz Buehning 퍼디 테이건                     | 6–1, 6–1                  |
| 23. | 1980 | Philadelphia, 미국 (1)             | 카펫      | 피터 플레밍       | 브라이언 곳프리드 라울 라미레스                | 6–3, 7–6                  |
| 24. | 1980 | Memphis, 미국                      | 카펫      | 브라이언 곳프리드 | 로드 프롤리 토마시 슈미트                      | 6–3, 6–7, 7–6             |
| 25. | 1980 | Milan, 이탈리아 (2)                | 카펫      | 피터 플레밍       | 틀:나라자료 Rhodesia 앤드루 패티슨 부치 월츠   | 6–2, 6–7, 6–2             |
| 26. | 1980 | Forest Hills WCT, 미국 (2)         | 클레이    | 피터 플레밍       | 피터 맥나마라 Paul McNamee                     | 6–2, 5–7, 6–2             |
| 27. | 1980 | South Orange, New Jersey, 미국 (3) | 클레이    | 빌 메이즈         | Fritz Buehning Van Winitsky                    | 7–6, 6–4                  |
| 28. | 1980 | San Francisco, 미국 (3)            | 카펫      | 피터 플레밍       | 진 메이어 샌디 메이어                          | 6–1, 6–4                  |
| 29. | 1980 | Maui, 미국                         | 하드      | 피터 플레밍       | Victor Amaya 행크 피스터                       | 7–6, 6–7, 6–2             |
| 30. | 1980 | Brisbane, 호주                     | Grass     | 맷 미첼           | 필 덴트 로드 프롤리                            | 8–6                       |
| 31. | 1980 | Sydney Indoor, 호주 (1)            | 하드 (i)  | 피터 플레밍       | 팀 걸릭슨 요한 크리크                          | 4–6, 6–1, 6–2             |
| 32. | 1980 | Wembley, 영국 (2)                  | 카펫      | 피터 플레밍       | 빌 스캔런 엘리엇 텔처                          | 7–5, 6–3                  |
| 33. | 1981 | Las Vegas, 미국                    | 하드      | 피터 플레밍       | Tracy Delatte Trey Waltke                      | 6–3, 7–6                  |
| 34. | 1981 | Forest Hills WCT, 미국 (3)         | 클레이    | 피터 플레밍       | 존 피츠제럴드 앤디 콜버그                      | 6–4, 6–4                  |
| 35. | 1981 | 윔블던, 런던 (2)                   | Grass     | 피터 플레밍       | Robert Lutz 스탠 스미스                        | 6–4, 6–4, 6–4             |
| 36. | 1981 | Cincinnati, 미국 (1)               | 하드      | 퍼디 테이건       | Robert Lutz 스탠 스미스                        | 7–6, 6–3                  |
| 37. | 1981 | US 오픈, 뉴욕 (2)                  | 하드      | 피터 플레밍       | Heinz Günthardt 피터 맥나마라                  | DEF                       |
| 38. | 1981 | San Francisco, 미국 (4)            | 카펫      | 피터 플레밍       | 마크 에드먼드슨 셔우드 스튜어트                | 7–6, 6–4                  |
| 39. | 1981 | Sydney Indoor, 호주 (2)            | 하드 (i)  | 피터 플레밍       | 셔우드 스튜어트 퍼디 테이건                    | 6–7, 7–6, 6–1             |
| 40. | 1982 | Philadelphia, 미국 (2)             | 카펫      | 피터 플레밍       | 셔우드 스튜어트 퍼디 테이건                    | 7–6, 6–4                  |
| 41. | 1982 | London/Queen's Club, 영국          | Grass     | 피터 레너트       | Victor Amaya 행크 피스터                       | 7–6, 7–5                  |
| 42. | 1982 | Cincinnati, 미국 (2)               | 하드      | 피터 플레밍       | 스티브 덴턴 마크 에드먼드슨                    | 6–2, 6–3                  |
| 43. | 1982 | Sydney Indoor, 호주 (3)            | 하드 (i)  | 피터 레너트       | 스티브 덴턴 마크 에드먼드슨                    | 6–3, 7–6                  |
| 44. | 1982 | Wembley, 영국 (3)                  | 카펫      | 피터 플레밍       | Heinz Günthardt 토마시 슈미트                  | 7–6, 6–4                  |
| 45. | 1983 | Los Angeles, 미국 (1)              | 하드      | 피터 플레밍       | 샌디 메이어 퍼디 테이건                        | 6–1, 6–2                  |
| 46. | 1983 | 윔블던, 런던 (3)                   | Grass     | 피터 플레밍       | 팀 걸릭슨 톰 걸릭슨                            | 6–4, 6–3, 6–4             |
| 47. | 1983 | US 오픈, 뉴욕 (3)                  | 하드      | 피터 플레밍       | Fritz Buehning Van Winitsky                    | 6–3, 6–4, 6–2             |
| 48. | 1983 | San Francisco, 미국 (5)            | 카펫      | 피터 플레밍       | 이반 렌들 빈센트 밴패튼                        | 6–1, 6–2                  |
| 49. | 1983 | Wembley, 영국 (4)                  | 카펫      | 피터 플레밍       | 스티브 덴턴 셔우드 스튜어트                    | 6–3, 6–4                  |
| 50. | 1984 | Philadelphia, 미국 (3)             | 카펫      | 피터 플레밍       | 앙리 르콩트 야니크 노아                        | 6–2, 6–3                  |
| 51. | 1984 | Richmond WCT, 미국 (2)             | 카펫      | 패트릭 매켄로     | 케빈 커런 스티브 덴턴                          | 7–6, 6–2                  |
| 52. | 1984 | 마드리드, 스페인                   | 카펫      | 피터 플레밍       | Fritz Buehning 퍼디 테이건                     | 6–3, 6–3                  |
| 53. | 1984 | 윔블던, 런던 (4)                   | Grass     | 피터 플레밍       | 팻 캐시 Paul McNamee                           | 6–2, 5–7, 6–2, 3–6, 6–3   |
| 54. | 1984 | Toronto, 캐나다 (2)                | 하드      | 피터 플레밍       | 존 피츠제럴드 킴 워릭                          | 6–4, 6–2                  |
| 55. | 1984 | San Francisco, 미국 (6)            | 카펫      | 피터 플레밍       | Mike De Palmer Sammy Giammalva Jr.             | 6–3, 6–4                  |
| 56. | 1984 | Masters, New York City (2)         | 카펫      | 피터 플레밍       | 파벨 슬로질 토마시 슈미트                      | 6–2, 6–2                  |
| 57. | 1985 | Houston, 미국                      | 카펫      | 피터 플레밍       | 행크 피스터 벤 테스터먼                        | 6–3, 6–2                  |
| 58. | 1985 | Dallas, 미국                       | 카펫      | 피터 플레밍       | 마크 에드먼드슨 셔우드 스튜어트                | 6–3, 6–1                  |
| 59. | 1986 | Stratton Mountain, 미국            | 하드      | 피터 플레밍       | Paul Annacone Christo Van Rensburg             | 6–3, 3–6, 6–3             |
| 60. | 1986 | San Francisco, 미국 (7)            | 카펫      | 피터 플레밍       | Mike De Palmer 게리 도널리                     | 6–4, 7–6                  |
| 61. | 1986 | Paris Indoor, 프랑스 (1)           | 카펫      | 피터 플레밍       | Mansour Bahrami 디에고 페레스                  | 6–3, 6–2                  |
| 62. | 1986 | Wembley, 영국 (5)                  | 카펫      | 피터 플레밍       | 셔우드 스튜어트 킴 워릭                        | 3–6, 7–6, 6–2             |
| 63. | 1988 | Los Angeles, 미국 (2)              | 하드      | 마크 우드퍼드     | Peter Doohan 짐 그래브                         | 6–4, 6–4                  |
| 64. | 1988 | San Francisco, 미국 (8)            | 카펫      | 마크 우드퍼드     | 스콧 데이비스 Tim Pawsat                       | 6–4, 7–6                  |
| 65. | 1989 | Milan, 이탈리아 (3)                | 카펫      | Jakob Hlasek      | Heinz Günthardt Balázs Taróczy                 | 6–3, 6–4                  |
| 66. | 1989 | US 오픈, 뉴욕 (4)                  | 하드      | 마크 우드퍼드     | Ken Flach 로버트 세구소                        | 6–4, 4–6, 6–3, 6–3        |
| 67. | 1989 | Wembley, 영국 (6)                  | 카펫      | Jakob Hlasek      | 제러미 베이츠 케빈 커런                        | 6–1, 7–6                  |
| 68. | 1992 | Brussels, 벨기에                   | 카펫      | 보리스 베커       | 기 포르제 Jakob Hlasek                         | 6–3, 6–2                  |
| 69. | 1992 | 윔블던, 런던 (5)                   | Grass     | 미카엘 슈티히     | 짐 그래브 Richey Reneberg                      | 5–7, 7–6, 3–6, 7–6, 19–17 |
| 70. | 1992 | Paris Indoor, 프랑스 (2)           | 카펫      | 패트릭 매켄로     | 패트릭 갤브레이스 Danie Visser                 | 6–4, 6–2                  |
| 71. | 2006 | San Jose, 미국 (9)                 | 하드 (i)  | 요나스 비외르크만 | 폴 골드스틴 짐 토머스                          | 7–6, 4–6, [10-7]          |

##### 준우승 (22)
| No. | Date | 대회명                  | Surface  | 파트너           | 결승 상대                        | 결승 스코어             |
| 1.  | 1978 | Washington Indoor, 미국 | 카펫     | Arthur Ashe      | Robert Lutz 스탠 스미스          | 6–7, 7–5, 6–1           |
| 2.  | 1978 | 윔블던, 런던            | Grass    | 피터 플레밍      | 밥 휴잇 프루 맥밀런              | 6–1, 6–4, 6–2           |
| 3.  | 1978 | Maui, 미국              | 하드     | 피터 플레밍      | 팀 걸릭슨 톰 걸릭슨              | 7–6, 7–6                |
| 4.  | 1979 | Philadelphia, 미국      | 카펫     | 피터 플레밍      | 보이치에흐 피바크 톰 오커르      | 5–7, 6–1, 6–3           |
| 5.  | 1980 | Monte Carlo, Monaco     | 클레이   | Vitas Gerulaitis | Paolo Bertolucci Adriano Panatta | 6–2, 5–7, 6–3           |
| 6.  | 1980 | US 오픈, New York City  | 카펫     | 피터 플레밍      | Robert Lutz 스탠 스미스          | 7–6, 3–6, 6–1, 3–6, 6–3 |
| 7.  | 1981 | Milan, 이탈리아         | 카펫     | 피터 레너트      | 브라이언 곳프리드 라울 라미레스  | 7–6, 6–3                |
| 8.  | 1981 | Frankfurt, Germany      | 카펫     | Vitas Gerulaitis | Brian Teacher 부치 월츠          | 7–5, 6–7, 7–5           |
| 9.  | 1981 | Los Angeles, 미국       | 하드     | 퍼디 테이건      | 톰 걸릭슨 부치 월츠              | 6–4, 6–4                |
| 10. | 1981 | Montreal, 캐나다        | 하드     | 피터 플레밍      | 라울 라미레스 퍼디 테이건        | 2–6, 7–6, 6–4           |
| 11. | 1981 | Wembley, 영국           | 카펫     | 피터 플레밍      | 셔우드 스튜어트 퍼디 테이건      | 7–5, 6–7, 6–4           |
| 12. | 1982 | Memphis, 미국           | 카펫     | 피터 플레밍      | 케빈 커런 스티브 덴턴            | 7–6, 4–6, 6–2           |
| 13. | 1982 | 윔블던, 런던            | Grass    | 피터 플레밍      | Paul McNamee 피터 맥나마라       | 6–3, 6–2                |
| 14. | 1982 | Toronto, 캐나다         | 하드     | 피터 플레밍      | 스티브 덴턴 마크 에드먼드슨      | 6–7, 7–5, 6–2           |
| 15. | 1982 | Tokyo Indoor, 일본      | 카펫     | 피터 레너트      | 팀 걸릭슨 톰 걸릭슨              | 6–4, 3–6, 7–6           |
| 16. | 1983 | Philadelphia, 미국      | 카펫     | 피터 플레밍      | 케빈 커런 스티브 덴턴            | 6–4, 7–6                |
| 17. | 1983 | Sydney Indoor, 호주     | 하드 (i) | 피터 레너트      | 마크 에드먼드슨 셔우드 스튜어트  | 6–2, 6–4                |
| 18. | 1986 | Los Angeles, 미국       | 하드     | 피터 플레밍      | 스테판 에드베리 안데르스 야뤼드  | 3–6, 7–5, 7–6           |
| 19. | 1989 | Lyon, 프랑스            | 카펫     | Jakob Hlasek     | Eric Jelen Michael Mortensen     | 6–2, 3–6, 6–3           |
| 20. | 1991 | Basel, Switzerland      | 하드 (i) | 페트르 코르다    | Jakob Hlasek 패트릭 매켄로       | 3–6, 7–6, 7–6           |
| 21. | 1992 | Rosmalen, 네덜란드      | Grass    | 미카엘 슈티히    | 짐 그래브 Richey Reneberg        | 6–4, 6–7, 6–4           |
| 22. | 1992 | Toronto, 캐나다         | 하드     | 안드레 애거시    | 패트릭 갤브레이스 Danie Visser   | 6–4, 6–4                |

### 시니어 투어 타이틀
- 2008: Champions Cup Boston - 아론 크릭스타인에게 5-7, 6-3, [10-5]로 승리

## 방송 관련
- 매켄로의 불같은 성정은 테니스보다 다른 곳에 더 잘 어울리는 면이 있었다. 1982년 영국의 성대모사 가수 로저 키터(Roger Kitter)는 매켄로가 보그에게 거둔 마지막 승리를 주제로 분필 가루: 심판의 역습(Chalk Dust: The Umpire Strikes Back)이라는 음반을 냈다. 이 음반은 매켄로가 이성을 잃고 심판에게 성내는 상황을 패러디한 것으로 "악동(the brat)"이라는 별명을 처음 쓰기 시작했다. 이 음반은 한때 영국 음반 시장 20위권에 진입했으며, 이후로 영국 타블로이드지들은 매켄로를 "코트의 악동(superbrat)"이라 부르기 시작했다.
- 디오니소스라는 프랑스의 밴드도 매켄로의 흉내를 낸 곡들을 그들의 앨범 Western sous la neige에 삽입했는데, 이것은 나쁜 심판의 피에 대한 가사를 노래한 것이었다.
- 시합 중에 그가 보여주는 종잡을 수 없는 격분은 영국의 풍자 프로그램 '스피팅 이미지(Spitting Image)에서도 패러디 되었는데, 그와 그의 아내 테이텀(Tatum)이 끊임없이 소리를 지르며 서로에게 물건을 집어 던지는 내용이었다. 그는 또한 호주의 폴 호건 쇼(The Paul Hogan Show)에서도 풍자 되었는데, 이것은 진행자 폴 호건이 "John MacEnhoax"라고 이름 붙인 경기를 하면서 악수를 하는 척 하며 상대를 집어 던지고 코트를 난장판으로 만들어 버리는 것이었다.
- 매켄로가 전성기를 달리던 시기에 NBC-TV는 그가 코트에서 짜증 내는 모습들을 모은 영상을 내보냈는데, 이때 배경음악으로 깔린 곡은 Men at Work의 히트곡 Be Good Johnny('착하지 쟈니'라는 뜻 – 쟈니Johnny는 매켄로의 애칭)였다.

## 더 읽어보기
- (영어) Adams, Tim (2005). 《On Being John McEnroe》. [New York]: Crown. ISBN 1-4000-8147-5.
- (영어) Kaplan, James; McEnroe, John (2002). 《You Cannot Be Serious》. New York, NY: G.P. Putnam's Sons. ISBN 0-399-14858-2.
- (영어) Evans, Richard I. (1990). 《McEnroe, Taming the Talent》. [Lexington, MA]: S. Greene. ISBN 0-8289-0791-9.
- (영어) Evans, Richard; written in cooperation with John McEnroe (1984). 《McEnroe: A Rage for Perfection: A Biography》. New York: Sidgwick & Jackson. ISBN 0450055868.
- (영어) Long, Cathy; Scanlong, Bill; Long, Sonny (2004). 《Bad News for McEnroe : Blood, Sweat, and Backhands with John, Jimmy, Ilie, Ivan, Bjorn, and Vitas》. New York: St. Martin's Press. ISBN 0-312-33280-7.

## 비디오
- (영어) 윔블던 컬렉션 - 윔블던의 전설 - 존 매켄로(The Wimbledon Collection - Legends of Wimbledon - John McEnroe) Standing Room Only, DVD Release Date: September 21, 2004, Run Time: 52 minutes, ASIN: B0002HOD9U
- (영어) 윔블던 컬렉션 - 고전 경기 - 1981년 결승전 보그 대 매켄로(The Wimbledon Collection - The Classic Match - Borg vs. McEnroe 1981 Final) Standing Room Only, DVD Release Date: September 21, 2004, Run Time: 210 minutes, ASIN: B0002HODAE
- (영어) 윔블던 컬렉션 - 고전 경기 - 1980년 결승전 보그 대 매켄로(The Wimbledon Collection - The Classic Match - Borg vs. McEnroe 1980 Final) Standing Room Only, DVD Release Date: September 21, 2004, Run Time: 240 minutes; ASIN: B0002HOEK8
- (영어) 찰리 로즈의 매켄로 인터뷰(Charlie Rose with John McEnroe) (February 4, 1999) Charlie Rose, DVD Release Date: September 18, 2006, ASIN: B000IU3342